# Левин, Михаил Ильич
Михаи́л Ильи́ч Ле́вин (28 января 1928, Ленинград — 29 октября 2021) — советский архитектор, заслуженный архитектор Казахской ССР.

## Биография
Окончил факультет архитектуры Ленинградского инженерно-строительного института (1950).
Начал трудовую деятельность в Ленинграде, по специальности архитектура. Однако наибольшую известность снискали его работы в городе Актау. Здесь он в 1963—1987 годах руководил бюро проектирования проектной организации «ВНИПИЭТ». С его участием построено множество крупных объектов, определяющих в эти годы архитектурный облик города: Дворец культуры имени Абая, кинозал «Юбилейный», гостиница «Нефтяник», памятник Т. Г. Шевченко.
Лауреат Государственной премии СССР (1977).
17 сентября 1998 года решением Актауского городского маслихата Левину М. И., главному архитектору проекта г. Шевченко — г. Актау присвоено звание «Почётный гражданин города Актау»
Михаил Ильич Левин умер 29 октября 2021 года.